# إبراهيم هوبر
إبراهيم هوبر (بالإنجليزية: Ibrahim Hooper)‏‏ ( في كندا - ) مدير الاتصالات الوطنية وناطق رسمي باسم مجلس العلاقات الأمريكية الإسلامية، وهي منظمة للدفاع عن الحقوق المدنية الإسلامية ومقرها واشنطن العاصمة.

## النشأة
وُلد هوبر في كندا وهاجر إلى الولايات المتحدة بعد اعتناقه الإسلام. حاصل على درجة البكالوريوس في التاريخ، ودرجة الماجستير في الصحافة والإعلام. خلال أواخر الثمانينيات وأوائل التسعينيات، عمل هوبر كمنتج للأخبار في قناة WCCO-TV، التابعة لشبكة سي بي إس في منيابولس.

## مجلس العلاقات الأمريكية الإسلامية
انضم هوبر إلى مجلس العلاقات الأمريكية الإسلامية في عام 1994. وصار المتحدث باسمه.[بحاجة لمصدر]